# 透明な色
『透明な色』（とうめいないろ）は、日本の女性アイドルグループ乃木坂46の1枚目のオリジナル・アルバム。2015年1月7日にN46Div.から発売された。

## 背景とリリース

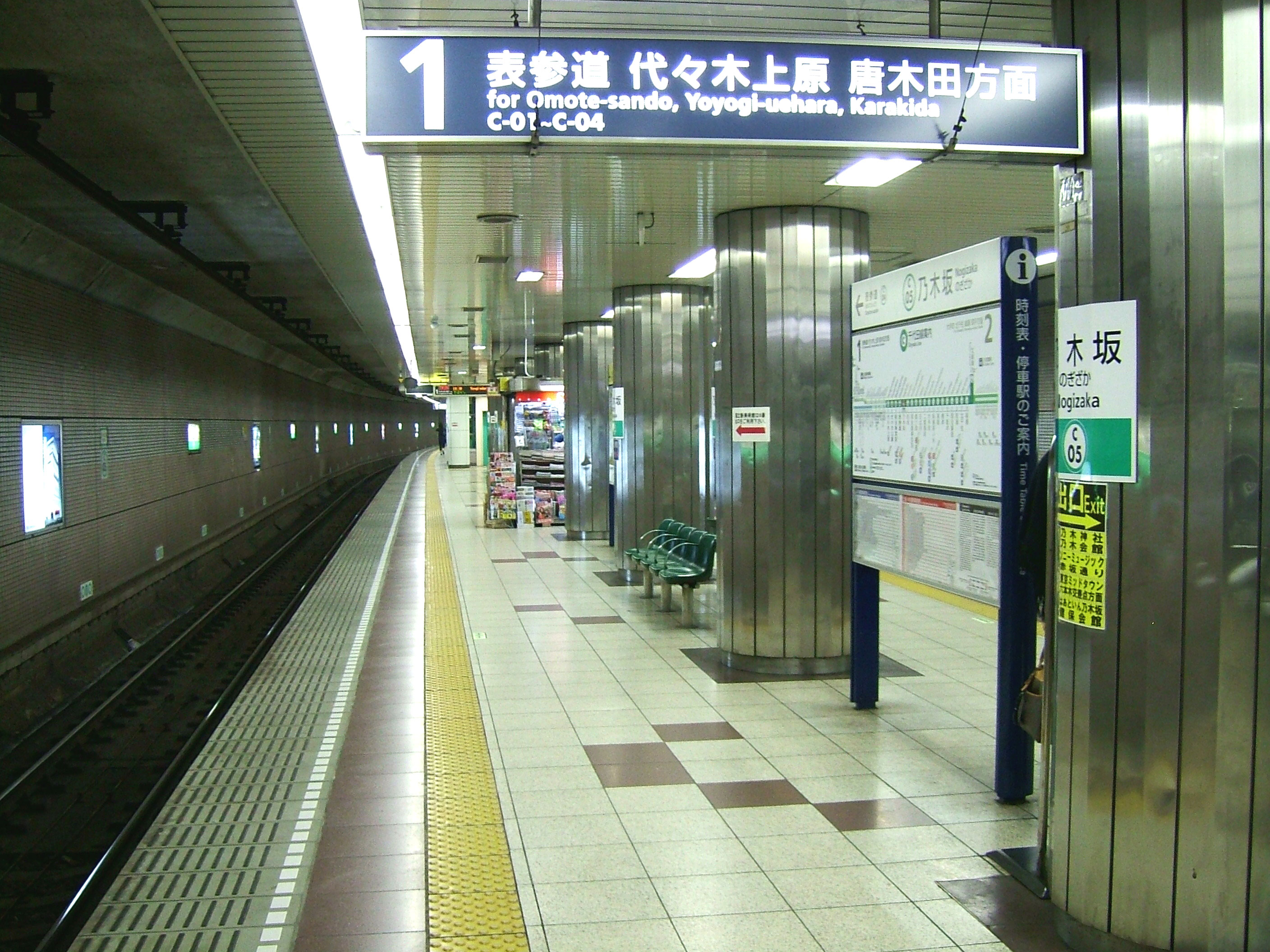
乃木坂駅構内（ジャケット撮影地）

『透明な色』は、1stシングル「ぐるぐるカーテン」から10thシングル「何度目の青空か?」までの表題曲、ファンが選ぶカップリングリクエストTOP10、アルバム用の新曲8つ、ライブ開始時に流れる「OVERTURE」を加えた全29曲が収録されている。『透明な色』というアルバム名は乃木坂46のメンバーが投票で決定した。
2CD+DVD付属の初回仕様限定盤 Type-A、2CDのみの初回仕様限定盤Type-B、1CDの通常盤のType-Cの3形態で発売された。Type-Aは「OVERTURE」、1st〜10thシングルの表題曲、アルバム用の新曲4つを収録したDISC 1と、1st〜10thシングルの全カップリング曲から人気投票によって選ばれた10曲、アルバム用の新曲4つを収録したDISC 2のCD2枚に加え、『真夏の全国ツアー2013 FINAL!』（2013年10月6日、国立代々木競技場第一体育館）の冒頭から60分間、全16曲のライブ映像をノーカットで収録したDVDが同封されている。Type-BはDISC 1・2のCD2枚、Type-CはDISC 1のCD1枚が同封されている。
初回仕様には以下の3つの特典が付録されている。
- 三方背ボックス[14]
- スペシャルフォトブック（乃木神社、乃木公園、SME乃木坂ビルで撮影）[15]
- 10福神イベント抽選応募券（Type-A・B・Cコース）[14]

## プロモーション

### 10福チェーン初売り合戦
1stアルバム発売を記念して、全国チェーンを展開する大手CDショップ10チェーン（10福チェーン）と乃木坂46メンバーがコラボレーションした。2014年12月18日、「推しメン会議」（ニコニコ生放送）で10福チェーン各代表者による抽選が行われ、乃木坂46メンバーから応援メンバーが選出された。選出対象のメンバーは1期生・2期生含めた全メンバーであり、各チェーン店に3名ないし4名が選出され、各1名ずつ代表選抜メンバーが決定された。選出されたメンバーはアルバム発売に向けて、各チェーンの応援の他に、メンバー各々が選出された各チェーンブースにより、予約者に直接アルバムを手渡しする「世界一早いアルバムお渡し会」（Zepp東京）がアルバム発売前日の2015年1月6日に開催された。その結果、西野七瀬が代表メンバーを務める新星堂が1位を獲得した。一番多く手渡ししたチェーン店には優勝特典として選出された応援メンバーがショップ店員となり、アルバム販売を手伝うイベントが行われた。各チェーンで販売されたアルバムには、各チェーン店のオリジナル特典が先着順に配布された。

### 10福チェーンと応援メンバー
太文字表記は各チェーンの代表メンバー。
- HMV
  - 生田絵梨花・川村真洋・寺田蘭世・畠中清羅[20]
  - オリジナル特典『オリジナルLPサイズジャケット（スリーブケース）』[20]
- キャラアニ
  - 伊藤かりん・中元日芽香・橋本奈々未・和田まあや[20]
  - オリジナル特典『オリジナルポストカード』[20]
- 新星堂
  - 伊藤万理華・斎藤ちはる・中田花奈・西野七瀬[20]
  - オリジナル特典『オリジナル学習ノート』[20]
- タワーレコード
  - 衛藤美彩・深川麻衣・星野みなみ・渡辺みり愛[20]
  - オリジナル特典『オリジナルコラボポスター』[20]
- TSUTAYA
  - 秋元真夏・川後陽菜・斉藤優里・相楽伊織[20]
  - オリジナル特典『オリジナルクリアファイル』、『乃木坂46メンバー直筆サイン入り特大フラッグが当たる抽選応募はがき』[20]
- フタバ図書
  - 生駒里奈・佐々木琴子・鈴木絢音・山崎怜奈[20]
  - オリジナル特典『オリジナルポスターカレンダー』[20]
- 山野楽器
  - 井上小百合・桜井玲香・新内眞衣[20]
  - オリジナル特典『オリジナル下敷き』[20]
- ヨドバシカメラ
  - 北野日奈子・高山一実・永島聖羅・若月佑美[20]
  - オリジナル特典『オリジナルメモパッド』[20]
- 楽天ブックス
  - 齋藤飛鳥・樋口日奈・堀未央奈・松村沙友理[20]
  - オリジナル特典『オリジナル大判ポストカード（キラキラホログラム仕様）』[20]
- WonderGOO
  - 伊藤純奈・白石麻衣・能條愛未[20]
  - オリジナル特典『オリジナル卓上カレンダー』[20]

### イベント
乃木坂46のforTUNE music限定販売によるシングル同様、同アルバムについてもforTUNE music限定販売によるイベントが行われた。forTUNE musicについては1stアルバム発売記念10福チェーン初売り合戦の対象外。日時・会場が記載されていないイベントは、当選者のみに通知された。各イベントの詳細については各サイトを参照。
- Type-A
  - 『祝! 乃木坂46メンバーと豪華クルージングの旅』[21]
  - 『乃木坂46メンバーからバレンタインプレゼント! 〜あなたの服をコーディネートします〜』[21]
  - 『復活! 録音会!』[21]
- Type-B
  - 『Birthday Live スペシャルインビテーション』[21]
  - 『乃木坂46 全シングルポスターコンプリートセット!』[21]
  - 『ファーストアルバム「透明な色」在籍する全メンバー直筆サイン入りポスタープレゼント!』[21]
  - 『乃木坂46 1stアルバム「透明な色」発売記念スペシャル大撮影会』【2015年3月8日（日）パシフィコ横浜】[22]
- Type-C
  - 『ツーショットチェキ会』【2015年3月15日（日）および22日（日）】[23]
  - 『超レア! みんなでお祝いしよう! 1994年組成人式式典にご案内』【2015年1月10日（土）】[23]
  - 『スペシャルアナザージャケットプレゼント』[23]
- 個別握手会参加券付通常盤
  - 『乃木坂46 1stアルバム「透明な色」発売記念スペシャル個別握手会』【2015年2月7日（土）東京ビッグサイト、同年2月15日（日）京都パルスプラザ、同年4月4日（土）ポートメッセ名古屋】[24]

## アートワーク
| Type-A | 白石麻衣・松井玲奈・松村沙友理・桜井玲香・秋元真夏・高山一実・井上小百合・永島聖羅・中田花奈・新内眞衣・大和里菜・川村真洋                                                               |
| Type-B | 西野七瀬・橋本奈々未・生駒里奈・深川麻衣・若月佑美・衛藤美彩・伊藤万理華・斉藤優里・能條愛未・畠中清羅・伊藤かりん                                                                       |
| Type-C | 生田絵梨花・堀未央奈・星野みなみ・斎藤ちはる・川後陽菜・齋藤飛鳥・中元日芽香・北野日奈子・樋口日奈・和田まあや・相楽伊織・伊藤純奈・渡辺みり愛・鈴木絢音・山崎怜奈・寺田蘭世・佐々木琴子 |

ジャケット写真はビートルズの『アビイ・ロード』のように見た人が同じ場所で同じポーズをとりたくなる、聖地巡礼のようなことをしたくなるジャケットを目指して制作された。
ジャケットの撮影は「都会的なイメージのジャケットにしたい」という乃木坂46運営委員会委員長の今野義雄の要望により、東京地下鉄（東京メトロ）全面協力のもと、終電後の千代田線乃木坂駅構内で行われ、Type-A・Bには18歳以上、Type-Cには18歳以下のメンバーが写っている。撮影は太田好治が担当した。
タイトル周りのロゴマークは、お嬢様学校の校章や制服のリボンをイメージし、乃木坂46の"N"の形に見えるようにデザインされた。
また、この他にも各メンバー5パターンずつのアナザー・ジャケットが存在し、スペシャル個別握手会で来場者にプレゼントされた。

## チャート成績
本作は2015年1月19日付のオリコン週間CDアルバムランキングで初週推定売上22万2031枚を記録し、初登場1位を獲得した。デビューアルバムで初登場1位、初週推定売上20万枚を突破したのはNMB48『てっぺんとったんで!』（2013年3月11日付）以来の記録である。年間推定売上枚数は30万7694枚を記録した。

## 収録トラック

### Disc 1（Type-A・Type-B・Type-C）
| #         | タイトル                   | 作詞      | 作曲                                 | 編曲               | 時間  |
| --------- | -------------------------- | --------- | ------------------------------------ | ------------------ | ----- |
| 1.        | 「OVERTURE」               |           | 京田誠一                             | 京田誠一           | 1:16  |
| 2.        | 「ぐるぐるカーテン」       | 秋元康    | 黒須克彦                             | 湯浅篤             | 4:05  |
| 3.        | 「おいでシャンプー」       | 秋元康    | 小田切大                             | TATOO              | 4:10  |
| 4.        | 「走れ!Bicycle」           | 秋元康    | Shusui、伊藤涼、木村篤史、ヒロイズム | 湯浅篤             | 3:42  |
| 5.        | 「制服のマネキン」         | 秋元康    | 杉山勝彦                             | 百石元             | 4:23  |
| 6.        | 「君の名は希望」           | 秋元康    | 杉山勝彦                             | 杉山勝彦、有木竜郎 | 5:25  |
| 7.        | 「ガールズルール」         | 秋元康    | 後藤康二                             | 後藤康二           | 4:49  |
| 8.        | 「バレッタ」               | 秋元康    | サイトウヨシヒロ                     | 若田部誠           | 4:19  |
| 9.        | 「気づいたら片想い」       | 秋元康    | Akira Sunset                         | 湯浅篤             | 4:14  |
| 10.       | 「夏のFree&Easy」          | 秋元康    | 井上トモノリ                         | 橋本幸太           | 5:02  |
| 11.       | 「何度目の青空か?」        | 秋元康    | 川浦正大                             | 百石元             | 4:49  |
| 12.       | 「誰かは味方」             | 秋元康    | 宮坂聡彦                             | 佐々木裕           | 5:00  |
| 13.       | 「革命の馬」               | 秋元康    | 伊勢佳史                             | 伊勢佳史           | 4:14  |
| 14.       | 「僕がいる場所」           | 秋元康    | 杉山勝彦                             | 杉山勝彦、有木竜郎 | 5:04  |
| 15.       | 「あなたのために弾きたい」 | 秋元康    | 近藤圭一                             | 樫原伸彦           | 3:45  |
| 合計時間: | 合計時間:                  | 合計時間: | 合計時間:                            | 合計時間:          | 64:17 |

### Disc 2（Type-A・Type-B）
| #         | タイトル                        | 作詞      | 作曲                  | 編曲               | 時間  |
| --------- | ------------------------------- | --------- | --------------------- | ------------------ | ----- |
| 1.        | 「他の星から」                  | 秋元康    | Sugaya Bros、松村PONY | Sugaya Bros        | 4:09  |
| 2.        | 「私のために 誰かのために」     | 秋元康    | 杉山勝彦              | 杉山勝彦、有木竜郎 | 5:15  |
| 3.        | 「せっかちなかたつむり」        | 秋元康    | 山本加津彦            | 湯浅篤             | 5:07  |
| 4.        | 「涙がまだ悲しみだった頃」      | 秋元康    | 内田智之              | TATOO              | 4:20  |
| 5.        | 「無口なライオン」              | 秋元康    | Shusui、ヒロイズム    | Shusui、ヒロイズム | 4:24  |
| 6.        | 「世界で一番 孤独なLover」      | 秋元康    | 河原嶺旭              | 百石元             | 3:44  |
| 7.        | 「あの日 僕は咄嗟に嘘をついた」 | 秋元康    | 三輪智也              | 京田誠一           | 4:13  |
| 8.        | 「13日の金曜日」                | 秋元康    | 網本ナオノブ          | 湯浅篤             | 3:42  |
| 9.        | 「失いたくないから」            | 秋元康    | 蛯原ランス            | 塩川満己           | 4:17  |
| 10.       | 「ダンケシェーン」              | 秋元康    | Akira Sunset、C#      | Akira Sunset、C#   | 3:42  |
| 11.       | 「傾斜する」                    | 秋元康    | 須藤哲平、長谷川湊    | 佐々木裕           | 4:37  |
| 12.       | 「なぞの落書き」                | 秋元康    | 片桐周太郎            | 野中“まさ”雄一     | 4:31  |
| 13.       | 「自由の彼方」                  | 秋元康    | 山田智和              | 住谷翔平           | 5:02  |
| 14.       | 「ひとりよがり」                | 秋元康    | 杉山勝彦              | 杉山勝彦、有木竜郎 | 5:19  |
| 合計時間: | 合計時間:                       | 合計時間: | 合計時間:             | 合計時間:          | 63:22 |

### Disc 3（Type-A）
| #   | タイトル                                                                             | 作詞 | 作曲・編曲 | 時間 |
| --- | ------------------------------------------------------------------------------------ | ---- | ---------- | ---- |
| 1.  | 「opening 真夏の全国ツアー2013 FINAL!＠国立代々木競技場第一体育館」                  |      |            | 5:41 |
| 2.  | 「OVERTURE 真夏の全国ツアー2013 FINAL!＠国立代々木競技場第一体育館」                 |      |            |      |
| 3.  | 「ガールズルール 真夏の全国ツアー2013 FINAL!＠国立代々木競技場第一体育館」           |      |            |      |
| 4.  | 「会いたかったかもしれない 真夏の全国ツアー2013 FINAL!＠国立代々木競技場第一体育館」 |      |            |      |
| 5.  | 「おいでシャンプー 真夏の全国ツアー2013 FINAL!＠国立代々木競技場第一体育館」         |      |            |      |
| 6.  | 「制服のマネキン 真夏の全国ツアー2013 FINAL!＠国立代々木競技場第一体育館」           |      |            |      |
| 7.  | 「MC 真夏の全国ツアー2013 FINAL!＠国立代々木競技場第一体育館」                       |      |            |      |
| 8.  | 「失いたくないから 真夏の全国ツアー2013 FINAL!＠国立代々木競技場第一体育館」         |      |            |      |
| 9.  | 「13日の金曜日 真夏の全国ツアー2013 FINAL!＠国立代々木競技場第一体育館」             |      |            |      |
| 10. | 「でこぴん 真夏の全国ツアー2013 FINAL!＠国立代々木競技場第一体育館」                 |      |            |      |
| 11. | 「水玉模様 真夏の全国ツアー2013 FINAL!＠国立代々木競技場第一体育館」                 |      |            |      |
| 12. | 「白い雲にのって 真夏の全国ツアー2013 FINAL!＠国立代々木競技場第一体育館」           |      |            |      |
| 13. | 「左胸の勇気 真夏の全国ツアー2013 FINAL!＠国立代々木競技場第一体育館」               |      |            |      |
| 14. | 「inst 真夏の全国ツアー2013 FINAL!＠国立代々木競技場第一体育館」                     |      |            |      |
| 15. | 「世界で一番 孤独なLover 真夏の全国ツアー2013 FINAL!＠国立代々木競技場第一体育館」   |      |            |      |
| 16. | 「狼に口笛を 真夏の全国ツアー2013 FINAL!＠国立代々木競技場第一体育館」               |      |            |      |
| 17. | 「ロマンティックいか焼き 真夏の全国ツアー2013 FINAL!＠国立代々木競技場第一体育館」   |      |            |      |
| 18. | 「ハウス! 真夏の全国ツアー2013 FINAL!＠国立代々木競技場第一体育館」                  |      |            |      |
| 19. | 「指望遠鏡 真夏の全国ツアー2013 FINAL!＠国立代々木競技場第一体育館」                 |      |            |      |
| 20. | 「運動会VTR」                                                                        |      |            |      |
| 21. | 「(C)」                                                                              |      |            |      |

## 歌唱メンバー

### 誰かは味方
- 衛藤美彩、桜井玲香、若月佑美[10]

### 革命の馬
- 秋元真夏、白石麻衣、高山一実、橋本奈々未、深川麻衣、松村沙友理[10]

### 僕がいる場所
（センター：生田絵梨花）
- 正規メンバー：秋元真夏、生田絵梨花、生駒里奈、衛藤美彩、斎藤ちはる、桜井玲香、白石麻衣、高山一実、西野七瀬、橋本奈々未、深川麻衣、堀未央奈、星野みなみ、松村沙友理、若月佑美[10]
- 交換留学生：松井玲奈[10]

10thシングル「何度目の青空か?」選抜メンバー。

### あなたのために弾きたい
- 生田絵梨花[10]

2ndシングル「おいでシャンプー」のカップリング曲「水玉模様」の生駒里奈に続き2人目となるソロ曲。

### 傾斜する
（センター：小嶋陽菜）
- 正規メンバー：生駒里奈、川後陽菜、川村真洋、斉藤優里、中田花奈、永島聖羅、能條愛未、和田まあや[35]
- 研究生：伊藤純奈、相楽伊織、佐々木琴子、鈴木絢音、寺田蘭世、山崎怜奈、渡辺みり愛[35]
- AKB48：小嶋陽菜[35]

2014年9月17日、『AKB48グループ・じゃんけん大会2014 〜拳で勝ち取れ! 1/300ソロデビュー争奪戦〜』で結成された「こじ坂46」のメンバー。AKB48の38thシングル「希望的リフレイン」のカップリング曲「風の螺旋」に続く派生ユニット第2弾のオリジナル曲。

### なぞの落書き
- 齋藤飛鳥、星野みなみ、堀未央奈[10]

現役高校生3人による楽曲。

### 自由の彼方
（センター：井上小百合）
- 正規メンバー：伊藤かりん、伊藤万理華、井上小百合、川村真洋、川後陽菜、北野日奈子、齋藤飛鳥、斉藤優里、新内眞衣、中田花奈、永島聖羅、中元日芽香、能條愛未、畠中清羅、樋口日奈、大和里菜[注 3]、和田まあや[31]
- 研究生：伊藤純奈、相楽伊織、佐々木琴子、鈴木絢音、寺田蘭世、山崎怜奈、渡辺みり愛[31]

10thシングル「何度目の青空か?」のカップリング曲「あの日 僕は咄嗟に嘘をついた」のアンダーメンバーと研究生。

### ひとりよがり
- 西野七瀬[10]

2ndシングル「おいでシャンプー」のカップリング曲「水玉模様」の生駒里奈、同アルバムDISC 1、M-15「あなたのために弾きたい」の生田絵梨花に続く西野七瀬のソロ曲。